# Másodállás (film)
A Másodállás (eredeti cím: Un petit boulot) 2016-ban bemutatott francia film, amelyet Pascal Chaumeil rendezett.
A forgatókönyvet Michel Blanc írta. A producerei Yann Arnaud és Genevieve Lemal. A főszerepekben Romain Duris és Michel Blanc láthatóak. A zeneszerzője Mathieu Lamboley láthatóak. A zeneszerzője Mathieu Lamboley. A film gyártója a Gaumont Film Company és Scope Pictures, forgalmazója a Gaumont Film Company. Műfaja filmvígjáték.
Franciaországban 2016. augusztus 31-én, Magyarországon 2017. március 9-én mutatták be a mozikban.

## Szereplők
| Szereplő | Színész              | Magyar hang      |
| --- | -------------------- | ---------------- |
| Jacques | Romain Duris         | Pál András       |
| Gardot | Michel Blanc         | Balázs Péter     |
| Anita | Alice Belaïdi        | Bata Éva         |
| Tom | Gustave Kervern      | Schneider Zoltán |
| Brecht | Alex Lutz            | Varju Kálmán     |
| Jeff | Charlie Dupont       | Hevér Gábor      |
| Walter | Patrick Descamps     | Várkonyi András  |
| Carl | Philippe Grand'Henry | Molnár Gusztáv   |
| Jaime | Iván Marcos          | Nagypál Gábor    |
| Pierrot | Gael Soudron         | Hannus Zoltán    |
| Katie | Carole Trevoux       | Igó Éva          |
| Massé felügyelő | Fabrice Adde         | Dankó István     |
| Mélanie | Isabelle Darras      | Járó Zsuzsa      |
| Karine | Anabel Lopez         | Dobó Enikő       |
| További magyar hangok |                      |                  |
| Bárány Virág, Béli Titanilla, Bor László, Böröndi Bence, Gyurin Zsolt, Kis-Kovács Luca, Kotányi Bence, Lipcsey Colini Borbála, Martin Adél, Németh Attila István, Suhajda Dániel, Szűcs Anna Viola, Tóth Szilvia |                      |                  |